# Резолюция 7 на Съвета за сигурност на ООН
Резолюция 7 на Съвета за сигурност на ООН, приета на 26 юни 1946 г., засяга въпроса за влиянието, което режимът на Франко в Испания оказва върху международния мир и сигурност. След края на Втората световна война, довел до победа над силите от Оста, испанското правителството на генерал Франсиско Франко остава единственото фашистко правителство в света.
С резолюция 7 Съветът за сигурност, след като взима под внимание доклада на сформираната с Резолюция 4 специална подкомисия, чието разследване потвърждава опасенията, довели до осъждането на режима на Франко от Потсдамската конференция, от конференцията в Сан Франсиско, от първата сесия на Общото събрание на ООН и от Съвета за сигурност в неговата резолюция 4, решава да остави ситуацията в Испания под специално наблюдение и да запази този въпрос в списъка с въпроси, с които е ангажирано неговото внимание, за да е готов по всяко време да предприеме мерки, които ще са необходими за запазване на мира и международната сигурност. Резолюцията позволява на всеки от членовете на Съвета за сигурност по всяко време да повдига този въпрос за разглеждане от Съвета.
Текстът на резолюцията е гласуван на части, поради което като цяло тя не е подложена на гласуване.